# Pasquale Padalino
Pasquale Padalino (Foggia, Italia, 26 de julio de 1972) es un exfutbolista italiano que se desempeñaba como defensa. Actualmente ejerce de entrenador de la Società Sportiva Juve Stabia.

## Clubes
| Club              | País   | Año       | Partidos | Goles |
| ----------------- | ------ | --------- | -------- | ----- |
| US Foggia         | Italia | 1988-1992 | 62       | 1     |
| Bolonia FC        | Italia | 1992-1993 | 18       | 0     |
| US Lecce          | Italia | 1993-1994 | 30       | 3     |
| US Foggia         | Italia | 1994-1995 | 28       | 0     |
| ACF Fiorentina    | Italia | 1995-2000 | 107      | 8     |
| Bolonia FC        | Italia | 2000-2001 | 15       | 0     |
| FC Internazionale | Italia | 2001-2002 | 0        | 0     |
| Como              | Italia | 2002-2004 | 15       | 1     |

## Palmarés
ACF Fiorentina
- Copa de Italia: 1996
- Supercopa de Italia: 1996